# Popel Coumou
Popel Coumou (* 1978) ist eine niederländische Fotografin und Künstlerin.

## Leben
Popel Coumou studierte in den Jahren 2000 bis 2004 Fotografie an der Gerrit Rietveld Academie in Amsterdam. Im Anschluss daran stellte sie eigene Werke an der Gerrit Rietveld Academie und am Amsterdam Centre of Photography aus und wurde in der Folge für die Shell Young Art Awards nominiert. Von ihrer Abschlusssammlung, einer Reihe über Schlafzimmer, wurden 25 Werke verkauft. Im Jahr 2005 erhielt sie ein Startstipendium von der Netherlands Foundation for Visual arts, Design and Architecture und stellte bei Art Rotterdam in der Galerie van Zoetendaal, in der Galerie Maurits van de Laar in Den Haag sowie bei Foam im Photography Museum Amsterdam aus. Sie wurde für den Thieme KunstRAI Price nominiert und veröffentlichte Werke in den Zeitschriften CBK Annual Magazine, kiez21 und beim Haagse Courant. 2006 erhielt sie von Bouwfonds Nederlandse Gemeenten den Auftrag, Fotografien mit einer Auflage von 50 Stück anzufertigen, die dann den Lesern der niederländischen Zeitschrift NAW angeboten werden sollten. Ihre Werke wurden unter anderem bei der Maatschappij Arti et Amicitiae Amsterdam, der Galerie 32/34 in Osdorp und bei Saudades im Museum het Domein in Sittard gezeigt.
Im Jahr 2007 stellte sie in Belgien und in der Villa Nouailles in Hyères (Südfrankreich) aus, wo sie im April 2007 beim 22. Festival International de Mode et de Photographie à Hyères den Fotografiewettbewerb gewann. Sie gab außerdem einen Workshop am Amsterdam Centre of Photography (ACF). Ihre Werke wurden in diesem Jahr erstmals auch außerhalb Europas von der chinesischen Zeitschrift Chinese Commercial Magazine publiziert. Popel Coumou wirkte 2008 als Kuratorin für „Het Gonst in Arti“ bei Arti et Amicitiae Amsterdam und erhielt freie Aufträge vom Virtueel Museum Zuidas und für das Hyères Festival International de Mode et de Photograpie 2008. Ihre Werke und Interviews mit ihr wurden außer in den Niederlanden in Großbritannien, Frankreich, Deutschland, Taiwan und Kroatien publiziert.
Im September 2009 stellte sie unter anderem am Hangaram Design Museum in Seoul in Südkorea aus und erhielt zur Finanzierung ihrer Projekte erneut einen Zuschuss von der Netherlands Foundation for Visual arts, Design and Architecture. 2010 wurden ihr Ausstellungen in der TORCH Gallery in Amsterdam, Utrecht und Rotterdam sowie in Galerien in Haarlem und Breda gestattet. Sie wurde für die Paul Huf Awards 2010 nominiert und wirkte erneut als Kuratorin bei Arti et Amicitiae Amsterdam, für die Ausstellungen „DOOD“ und „Collectie Imaginaire“.
Im Jahr 2011 wurden ihre Werke bei Aando Fine Art in Berlin gezeigt, in der TORCH Gallery bei Art:Rotterdam, Art:Amsterdam, Tokyo photo und Miami Pulse. Sie wurde für den Lecturis Award 2011 at Art Amsterdam nominiert. Im September 2011 gab sie erneut einen Workshop am ACF und war außerdem Jurymitglied für den „Arti Medaille“ Preis.
Heute lebt und arbeitet sie in Amsterdam.

## Stil
Ihre Methode entwickelte Popel Coumou in den Jahren an der Gerrit Rietveld Academie. Sie baut architektonische Räume als zweidimensionale Modelle, indem sie farbige Papierflächen und Streifen aus Knetmasse auf ein Blatt Papier klebt oder Flächen aus dem Papier herausschneidet. Diese Collagen verwandelt sie durch Licht von hinten oder darauf projizierte Räume und perspektivische Verzerrung in realistisch aussehende Zimmer. Diese Modelle fotografiert Popel anschließend mit einer Spiegelreflexkamera in niedriger Auflösung und vergrößert die Fotos anschließend, wodurch die Bilder grobkörniger werden und Interpretationsspielraum bieten. Die Wahl der Farben, der Lichteinfall und die meist leeren Räume sollen die Abwesenheit von Menschen in den Vordergrund stellen und die Stille unterstreichen. Anfangs waren die Räume noch konkret, aber im Laufe der Zeit entfernte sie das meiste gegenständliche Mobiliar, bis nur noch die leeren Räume übrig blieben. Später baute sie 3D-Modelle der Zimmer mit starken Wirkungen von Licht und Schatten und fotografierte diese wieder. Seltener baut sie auch Miniaturzimmer aus Ton, Papier und Stoffen. Anschließend fotografiert sie diese so, dass der Eindruck entsteht, sie könnten tatsächlich betreten werden. Jedes ihrer Werke ist Handarbeit, einschließlich Druck, und damit ein Unikat.

## Werkesammlungen
Werke von Popel Coumou werden an folgenden Orten aufbewahrt und gesammelt:
- Museum Het Domein, Sittard
- Gemeente Museum Den Haag
- Foam (Fotografiemuseum Amsterdam)
- Huis Marseille Amsterdam (Fotografiemuseum)
- VU (Medizinisches Zentrum Amsterdam)
- Das niederländische Ministerium für Auswärtige Angelegenheiten
- Das niederländische Wirtschaftsministerium
- Bouwfonds Nederlandse Gemeenten
- Verschiedene Kunstbibliotheken
- Private Sammlungen

## Nominierungen und Preise
- 2004: Nominierung Shell Young Art Awards
- 2005: Nominierung Thieme KunstRAI Price
- 2007: Gewinn Hyères Photography competition beim 22. Festival International de Mode et de Photographie à Hyères
- 2010: Nominierung Paul Huf Awards
- 2011: Nominierung Lecturis Award, Art Amsterdam